# Népi Szövetség Párt
A Népi Szövetség Párt (angolul People's Alliance Party, PAP) egy politikai párt a Salamon-szigeteken. 1979-ben hozták létre a Vidéki Szövetség Párt és a Népi Haladó Párt korábbi tagjai. A párt tíz mandátumot szerzett az 1980-as általános választáson. 2001-ben pedig húsz képviselői helyet foglalt el az 50 fős parlamentben. 2010-ben már csak két mandátumot szerzett.
Jelenleg két mandátuma van.

## Fordítás
- Ez a szócikk részben vagy egészben  a   People's Alliance Party (Solomon Islands) című angol Wikipédia-szócikk fordításán alapul.  Az eredeti cikk szerkesztőit annak laptörténete sorolja fel. Ez a jelzés csupán a megfogalmazás eredetét és a szerzői jogokat jelzi, nem szolgál a cikkben szereplő információk forrásmegjelöléseként.